# Amedeo Ambron
Amedeo Ambron   (Benevent, 23 de gener de 1939) és un waterpolista italià, ja retirat, que va competir durant les dècades de 1950 i 1960.
El 1960 va prendre part en els Jocs Olímpics d'Estiu de Roma, on va guanyar la medalla d'or en la competició de waterpolo. A nivell de clubs va jugar al Rari Nantes Napoli i Fiamme Oro. El 2015 va rebre el Collar d'or al Mèrit Esportiu.